# 구간 경기
구간 경기는 운동경기에서 여러 구간으로 나누어 하는 경기를 말한다. 경기 거리가 너무 길어서 여러날 동안 나누어 해야 하는 경우에, 적당한 분량으로 나눈 단위를 구간이나 스테이지(영어: race stage)라고 부른다.
보통 그냥 구간별 경기로 치르는데, 가끔 개인별 도로 기록 경기나 조별 도로 기록 경기를 가지기도 한다. 장거리 경기 중 뚜르 드 프랑스나 지로 디탈리아 등은 하루에 치르는 구간이 정해져 있는 반면에, “벨룩스 오대양 경기”처럼 몇 달동안 밤낮으로 항해를 하는 경우에는 몇 주를 한 구간으로 삼기도 한다.
자전거 경기에서 구간 별로 치르는 경기를 구간 경기, 스테이지 레이스(영어: stage race)라 부른다.

## 자전거 경기 구간
대부분 도로 자전거 경기에서 구간 경기는 모든 선수가 같이 출발하고 같은 도로를 달린다. 선수 끼리 서로 접근하거나 보호해 주는 것이 허용된다. 서로 편을 짜서 바람 저항을 줄이거나 다른 편의 추월을 방해하는 등 무리를 이루어 달리므로, 장거리 구간에서 개인적으로 선두 무리를 앞지르기는 매우 어렵다. 대부분의 선수는 이렇게 떼로 달리는 펠러톤 전술을 쓰므로 조별 선두 다툼을 하다보면 같은 편을 뒤에 남기는 경우도 가끔 생긴다. 산악 구간에서는 펠러톤이 조각 나기 쉬우나 평지 구간에서는 여간해서 잘 나뉘지 않는다.